# Стрілка (притока Сумки)
Стрілка — річка в Україні, в межах Сумського району Сумської області. Ліва притока Сумки (басейн Дніпра).

## Опис
Довжина річки бл. 23 км, ширина в більшості місць не перевищує 2-3 м. Річище слабозвивисте. Споруджено кілька ставів.

## Розташування
Стрілка бере початок у межах села Визирівки. Тече на північний схід. Протікає через південно-західну частину міста Суми й впадає до Сумки в центральній частині міста.
Частина річки, що протікає центральною частиною Сум, повністю замурована під землю аж до місця, де вона впадає в Сумку.
- У Сумах вулиця, що пролягає біля русла Стрілки, має назву «Набережна річки Стрілки».
- Екологічний стан річки, особливо в межах Сум, дуже незадовільний. Міська влада не раз вживала заходів для поліпшення стану річки, проте відчутних результатів досягти не вдалося.